# Luftarten
Luftarten bezeichnen in der Lüftungs- und Klimatechnik die verschiedenen Luftströme hinsichtlich der Verwendung. Die Luftarten sind in Namen, Kürzel und farblichen Kennzeichnungen seit September 2007 europäisch harmonisiert. Speziell die Außenluft, Raumluft, Abluft und die Fortluft sind zur einheitlichen, qualitativen Klassifizierung in Kategorien eingeteilt.
Eine Übersicht zeigt nachstehendes Schema mit Tabelle.
| Übersicht der Lüftungsarten     | Luftart                              | Abkürzung   | deutsche Abkürzung (historisch)                            | Farbe                                                                                                  | Definition                                                                    |
| ------------------------------- | ------------------------------------ | ----------- | ---------------------------------------------------------- | --- | ----------------------------------------------------------------------------- |
|                                 | Außenluft / Frischluft (Outdoor air) | ODA (SRO) * | AUL                                                        | Grün                                                                                                   | Unbehandelte Luft, die von außen in die Anlage oder in eine Öffnung einströmt |
| Zuluft (Supply air)             | SUP (SRS) *                          | ZUL         | DIN EN 16798-3: Blau (DIN EN 12792: Blau/Rot/Grün/Violett) | Luftstrom, der in den Raum eintritt oder Luft, die in die Anlage eintritt, nachdem sie behandelt wurde |                                                                               |
| Raumluft (Indoor air)           | IDA                                  | RAL         | Grau                                                       | Luft im Raum oder Bereich                                                                              |                                                                               |
| Überstromluft (Transferred air) | TRA                                  | ÜSL         | Grau                                                       | Raumluft, die vom Raum in einen anderen Bereich strömt                                                 |                                                                               |
| Abluft (Extract air)            | ETA (SET) *                          | ABL         | Gelb                                                       | Luftstrom, der den Raum verlässt                                                                       |                                                                               |
| Umluft (Recirculation air)      | RCA                                  | UML         | DIN EN 16798-3: Orange (DIN EN 12792: Gelb)                | Abluft, die der Luftbehandlungsanlage wieder zugeführt wird und als Zuluft wiederverwendet wird.       |                                                                               |
| Sekundärluft (Secondary air)    | SEC                                  | SEK         | Orange                                                     | Luftstrom, der einem Raum entnommen und nach Behandlung demselben Raum wieder zugeführt wird           |                                                                               |
| Fortluft (Exhaust air)          | EHA (SEH) *                          | FOL         | Braun                                                      | Luftstrom, der ins Freie führt                                                                         |                                                                               |
| Leckluft (Leakage)              | LEA                                  | LEC         | Grau                                                       | Unbeabsichtigter Luftstrom durch undichte Stellen der Anlage                                           |                                                                               |
| Infiltration (Infiltration)     | INF                                  | INF         | Grün                                                       | Lufteintritt in das Gebäude über Undichtigkeiten in der Gebäudehülle                                   |                                                                               |
| Exfiltration (Exfiltration)     | EXF                                  | EXF         | Grün                                                       | Luftaustritt aus dem Gebäude über Undichtigkeiten in der Gebäudehülle                                  |                                                                               |
| Mischluft (Mixed air)           | MIA                                  | MIL         | mehrere Farben (DIN EN 12792: Orange)                      | Luft, die zwei oder mehr Luftströme (Luftarten) enthält                                                |                                                                               |

*) Abweichende Bezeichnung für Einzelräume (Single room) möglich

## Normenübersicht
- DIN EN 12792:2004-01 Lüftung von Gebäuden – Symbole, Terminologie und grafische Symbole
- DIN EN 16798-3 Energetische Bewertung von Gebäuden – Lüftung von Gebäuden – Teil 3: Lüftung von Nichtwohngebäuden – Leistungsanforderungen an Lüftungs- und Klimaanlagen und Raumkühlsysteme
  - ersetzt DIN EN 13779:2007-09 Lüftung von Nichtwohngebäuden – Allgemeine Grundlagen und Anforderungen für Lüftungs- und Klimaanlagen und Raumkühlsysteme